# Wang Zhelin
Wang Zhelin (chinês: 王哲林;Pīnyīn:Wáng Zhélín) (Fucheu, 20 de janeiro de 1994) é um basquetebolista chinês que atualmente joga pelo Fujian Sturgeons disputando a Liga Chinesa de Basquetebol. O atleta possui 2,13m, pesa 100kg e atua na posição Pivô.